# Life (Magazin)

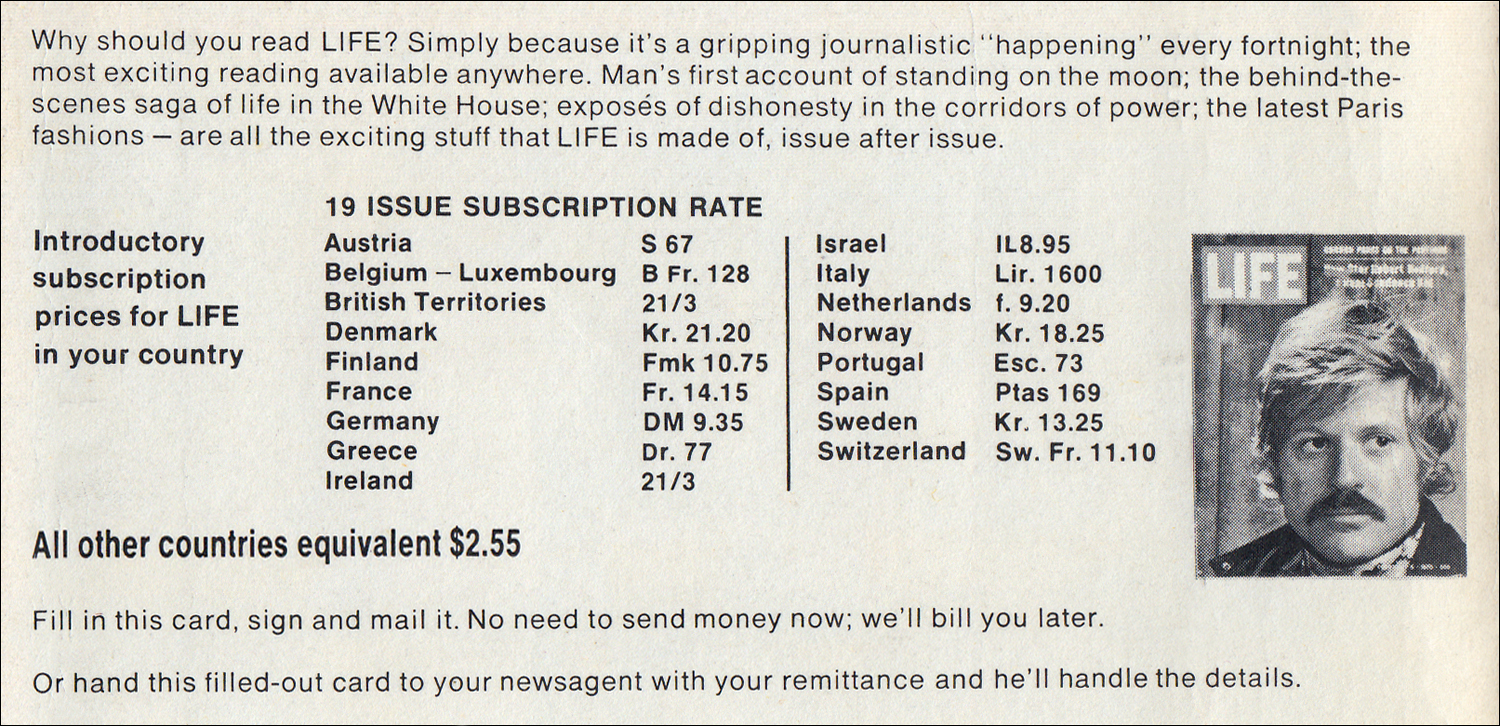
Eine Subskription von LIFE 1970 (der deutsche Preis für 19 Ausgaben betrug damals 9,35 DM, was heute etwa EUR entspricht)

Life war der Name von zwei bekannten Zeitschriften aus den Vereinigten Staaten von Amerika.

## 1883 bis 1936

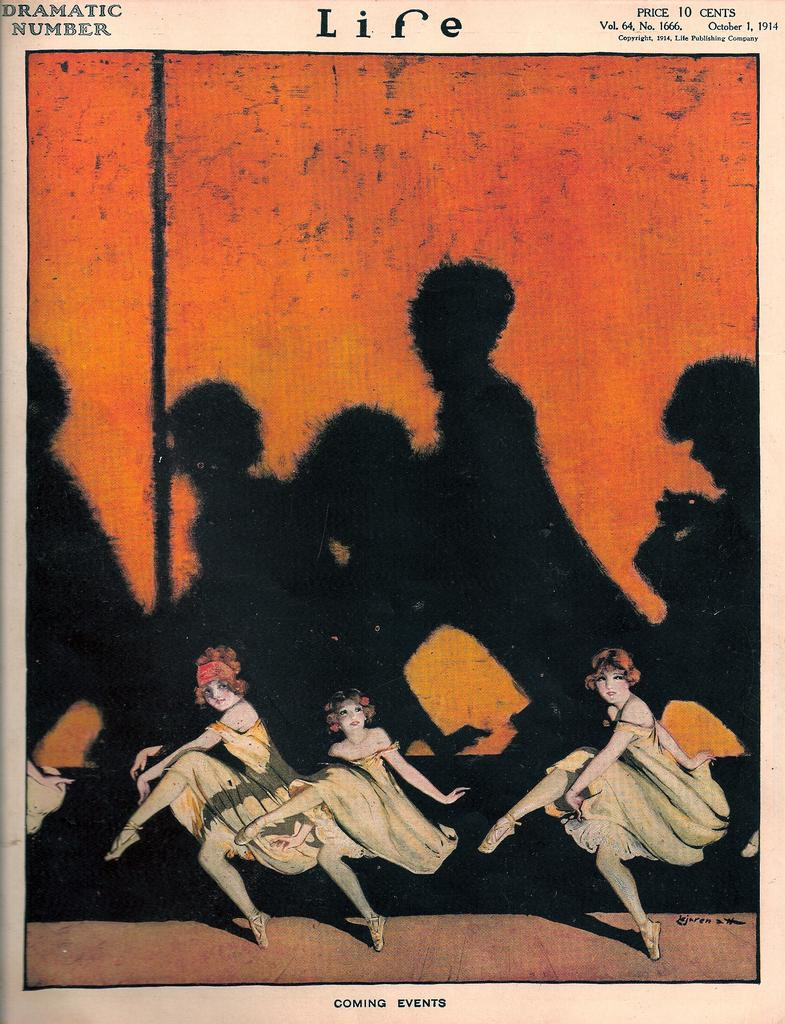
Cover des Life Magazines, 1914

Life wurde am 4. Januar 1883 von John A. Mitchell und Andrew Miller gegründet. Für die wöchentliche Veröffentlichung war die eigens für die Zeitschrift geschaffene Life Publishing Company aus Manhattan in New York City verantwortlich. Bekannt war die Zeitschrift insbesondere für ihre Cartoons, Pin-Up-Girls, den humoristischen Ton und die regelmäßigen Theater- sowie Kinofilmkritiken.
1918 übernahm Charles D. Gibson die Leitung und passte die Publikation an den neuen Zeitgeist der Zwischenkriegszeit an. In den 1920ern erreichte die Zeitschrift regelmäßig über 250.000 Leser. Nach Ausbruch der Weltwirtschaftskrise musste sie ihre Auflage jedoch massiv zurückfahren und stellte unter ihrem neuen Herausgeber George Eggleston auf eine monatliche Veröffentlichungsweise um. Die 1925 erstmals veröffentlichte Zeitschrift The New Yorker konkurrierte außerdem mit Life nicht nur inhaltlich, sondern warb auch wichtige Autoren ab. 1933 erhielt die Zeitschrift mit dem Esquire einen weiteren Wettbewerber.
Nach einem Jahr ohne finanzielle Gewinne, erschien am 19. Oktober 1936 die vorerst letzte Ausgabe des Life.

## 1936 bis 2004
1936 übernahm Henry Luce die Namensrechte an Life, um eine neue Publikation mit dem Schwerpunkt Fotojournalismus auf den Markt zu bringen. Das Markenzeichen der neuen Zeitschrift waren damals neuartige großformatige Fotoreportagen über mehrere Seiten. Fotografen, die für Life arbeiteten, waren u. a. Margaret Bourke-White, Horace Bristol, Alfred Eisenstaedt, Andreas Feininger (1943–1962), Carl Mydans, David E. Scherman, W. Eugene Smith und Tony Vaccaro.
Die erste Ausgabe erschien am 23. November 1936 mit einem Bild des Fort Peck Dam. Margaret Bourke-White wurde beauftragt, die Titelgeschichte zu fotografieren. Die programmatische Absichtserklärung lautete:

„Das Leben sehen, die Welt sehen, Augenzeuge großer Ereignisse sein, die Gesichter der Armen und das Gehabe der Stolzen erblicken – Maschinen, Armeen, Menschenmassen, Schatten im Dschungel und auf der Mondoberfläche; die Werke des Menschen sehen, seine Gemälde, Bauwerke; Dinge wahrnehmen, die Tausende von Kilometern entfernt sind, hinter Mauern, in Innenräumen, an die heranzukommen gefährlich ist; Frauen, die Männer lieben, und Scharen von Kindern; sehen und am Sehen Freude haben; sehen und staunen; sehen und belehrt werden.“

Life wurde bis 1972 wöchentlich herausgegeben. Bereits in den späten 1960ern hatte es mit abnehmenden Verkaufszahlen zu kämpfen. Die Anzahl der spontanen Käufer lag zudem gegenüber der der festen Abonnenten bei gerade einmal 4 Prozent, wodurch Life in finanzielle Not geriet und zwischen 1972 und 1978 nur unregelmäßig und ab 1978 als monatliche Publikation erschien. Eine wöchentliche Ausgabe Life in Time of War erschien einen Monat lang während des Krieges in Kuwait. Der schleichende Niedergang des bekanntesten US-amerikanischen Reportagemagazins gegen Ende des 20. Jahrhunderts spiegelt den Bedeutungsverlust der Fotoreportage zugunsten der Fernsehberichterstattung wider. 2000 wurde Life als regelmäßig erscheinende Zeitschrift schließlich eingestellt und erschien bis 2004 maximal sechs Mal im Jahr als Sonderausgabe zu besonderen Ereignissen, oft zusammen mit einem Taschenbuch als sogenanntes Megazine. Eigentümer von Life war zu dem Zeitpunkt der Medienkonzern AOL Time Warner.

## Onlinepräsenz seit 2008
Durch eine Kooperation mit Google stehen seit 2008 auch nach dem Ende der Zeitschrift zehn Millionen Bilder im Internet zur Verfügung. Am 31. März 2009 wurde unter Life.com außerdem eine eigene Internetpräsenz veröffentlicht. Eigentümer der Namensrechte ist heute das Unternehmen Dotdash Meredith.

## Filme
Filme über das oder mit dem Life-Magazin als Handlungsgegenstand
- Das erstaunliche Leben des Walter Mitty, ein Film von 2013 über einen Mann, der im Fotoarchiv des Life-Magazins arbeitet
- Life von Regisseur Anton Corbijn mit Schauspieler Robert Pattinson von 2015